# Verein für Geschichte und Altertumskunde Westfalens
Der Verein für Geschichte und Altertumskunde Westfalens wurde 1824 in Paderborn gegründet, 1825 auch in Münster.
Man arbeitet zusammen und firmiert unter den Abteilungen:
- Verein für Geschichte und Altertumskunde Westfalens, Abt. Paderborn
- Verein für Geschichte und Altertumskunde Westfalens, Abt. Münster

Beide werden nach außen hin oft als ein einziger Verein wahrgenommen.